# AS Victoria Călan
Asociația Sportivă Victoria Călan, cunoscută sub numele de Victoria Călan, este un club românesc de fotbal din orașul Călan, județul Hunedoara, care evoluează în Liga a IV-a Hunedoara, al patrulea eșalon al sistemului de ligi ale fotbalului românesc.

## Istoric
Victoria Călan s-a înființat, neoficial, în anul marii unirii, 1918, sub numele de Clubul Sportiv Călan. Clubul ia ființă oficial în anul 1934 sub numele de Metalosport Călan, titulatură sub care debutează în campionatul Diviziei C, ediția 1937–38, când ocupă locul cinci în Seria a a 2-a din Liga de Vest.

## Palmares
Liga a III-a
- Campioană (1): 1973–74
- Locul 2 (1): 1971–72

Campionatul Regional Hunedoara
- Campioană (1): 1962–63